# Hieracium gouanii
Hieracium gouanii es una especie de planta con flor del género Hieracium, de la familia Asteraceae, orden Asterales.

## Distribución
Hieracium gouanii se distribuye por Francia y España.

## Taxonomía
Fue descrita científicamente por Arv.-Touv.
Tratamiento taxonómico
La especie aparece registrada y publicada en Spicil. Rar. Hierac.